# Dél-Karolina zászlaja
A félhold a Liberty or Death („Szabadság vagy halál”) felirattal ellátott jelvényre utal, amelyet a Dél-Karolinában 1775-ben létrehozott két ezred katonái viseltek a Függetlenségi Háború idején.
A legyezőpálma a győzelem szimbóluma, amelyet 1776-tól használnak. Akkor ugyanis az angol flottára vereséget mért Charleston kikötőjénél a Sullivan's Island-i (Sullivan-szigeteki) erőd, amelyet az ott bőségesen növő legyezőpálmák törzséből építettek.